# Zápas na Letních olympijských hrách 1984 – muži, řecko-římský do 90 kg
Zápas řecko-římský ve váhové kategorii do 90 kg probíhal na Letních olympijských hrách 1984 v Anaheimském Convention Center. O medaile se utkalo celkem 13 zápasníků.

## Turnajové výsledky
Zápasníci jsou rozděleni do dvou skupin. Je aplikován systém na dvě porážky.
Legenda
- TF — Lopatkové vítězství
- ST — Vítězství na technickou převahu, 12 bodů rozdíl
- PP — Vítězství na body, 1-7 bodů rozdíl, poražený s body
- PO — Vítězství na body, 1-7 bodů rozdíl, poražený bez bodů
- SP — Vítězství na body, 8-11 bodů rozdíl, poražený s body
- SO — Vítězství na body, 8-11 bodů rozdíl, poražený bez bodů
- P0 — Vítězství pro pasivitu, protivník bez bodů
- P1 — Vítězství pro pasivitu, vedoucí 1-7 bodů
- PS — Vítězství pro pasivitu, vedoucí 8-11 bodů
- DC — Vítězství z rozhodnutí, skóre 0-0
- PA — Vítězství pro soupeřovo zranění
- DQ — Vítězství pro soupeřovu diskvalifikaci
- DNA — Nenastoupil
- L — Porážky
- ER — Kolo vyřazení
- CP — Klasifikační body
- TP — Technické body

### Skupiny

#### Skupina A
| L      |                            | CP        | TP     |                            | L      |        |
| Kolo 1 | Kolo 1                     | Kolo 1    | Kolo 1 | Kolo 1                     | Kolo 1 | Kolo 1 |
| ------ | -------------------------- | --------- | ------ | -------------------------- | ------ | ------ |
| 1      | Karolj Kopas (YUG)         | 1-3 PP    | 4-5    | Georgios Pozidis (GRE)     | 0      |        |
| 1      | Abdul Breesam Rahman (IRQ) | 0-4 TF    | 1:01   | Frank Andersson (SWE)      | 0      |        |
| 1      | Garry Kallos (CAN)         | .5-3.5 SP | 3-11   | Toni Hannula (FIN)         | 0      |        |
| 0      | Steve Fraser (USA)         |           |        | Bye                        |        |        |
| Kolo 2 |                            |           |        |                            |        |        |
| 0      | Steve Fraser (USA)         | 3-1 PP    | 4-1    | Karolj Kopas (YUG)         | 2      |        |
| 0      | Georgios Pozidis (GRE)     | 4-0 ST    | 15-3   | Abdul Breesam Rahman (IRQ) | 2      |        |
| 0      | Frank Andersson (SWE)      | 4-0 ST    | 15-3   | Garry Kallos (CAN)         | 2      |        |
| 0      | Toni Hannula (FIN)         |           |        | Bye                        |        |        |
| Kolo 3 |                            |           |        |                            |        |        |
| 1      | Toni Hannula (FIN)         | 0-3 P1    | 4:18   | Steve Fraser (USA)         | 0      |        |
| 1      | Georgios Pozidis (GRE)     | 0-3 PO    | 0-6    | Frank Andersson (SWE)      | 0      |        |
| Kolo 4 |                            |           |        |                            |        |        |
| 2      | Toni Hannula (FIN)         | 0-3 P1    | 5:13   | Georgios Pozidis (GRE)     | 1      |        |
| 0      | Steve Fraser (USA)         | 3-1 PP    | 4-1    | Frank Andersson (SWE)      | 1      |        |
| Finále |                            |           |        |                            |        |        |
|        | Georgios Pozidis (GRE)     | 0-3 PO    | 0-6    | Frank Andersson (SWE)      |        |        |
|        | Steve Fraser (USA)         | 3-1 PP    | 4-1    | Frank Andersson (SWE)      |        |        |
|        | Steve Fraser (USA)         | 3-1 PP    | 2-1    | Georgios Pozidis (GRE)     |        |        |

| Zápasník                   | L | ER | CP  | Final |
| -------------------------- | - | -- | --- | ----- |
| Steve Fraser (USA)         | 0 | -  | 9   | 6     |
| Frank Andersson (SWE)      | 1 | -  | 12  | 4     |
| Georgios Pozidis (GRE)     | 1 | -  | 10  | 1     |
| Toni Hannula (FIN)         | 2 | 4  | 3.5 |       |
| Karolj Kopas (YUG)         | 2 | 2  | 2   |       |
| Garry Kallos (CAN)         | 2 | 2  | 0.5 |       |
| Abdul Breesam Rahman (IRQ) | 2 | 2  | 0   |       |

#### Skupina B
| L      |                           | CP        | TP     |                           | L      |        |
| Kolo 1 | Kolo 1                    | Kolo 1    | Kolo 1 | Kolo 1                    | Kolo 1 | Kolo 1 |
| ------ | ------------------------- | --------- | ------ | ------------------------- | ------ | ------ |
| 0      | Jean-François Court (FRA) | 3.5-.5 SP | 13-4   | Franz Marx (AUT)          | 1      |        |
| 1      | Hiroši Hase (JPN)         | 0-4 ST    | 0-13   | Ilie Matei (ROU)          | 0      |        |
| 0      | Uwe Sachs (FRG)           | 3.5-.5 SP | 10-1   | Kamal Ibrahim (EGY)       | 1      |        |
| Kolo 2 |                           |           |        |                           |        |        |
| 0      | Jean-François Court (FRA) | 3-0 PO    | 4-0    | Hiroši Hase (JPN)         | 2      |        |
| 2      | Franz Marx (AUT)          | 1-3 PP    | 4-7    | Uwe Sachs (FRG)           | 0      |        |
| 0      | Ilie Matei (ROU)          | 4-0 ST    | 13-0   | Kamal Ibrahim (EGY)       | 2      |        |
| Finále |                           |           |        |                           |        |        |
|        | Jean-François Court (FRA) | 0-3 P1    | 5:11   | Ilie Matei (ROU)          |        |        |
|        | Uwe Sachs (FRG)           | 3-1 DC    | 0-0    | Jean-François Court (FRA) |        |        |
|        | Ilie Matei (ROU)          | 3-0 P1    | 5:10   | Uwe Sachs (FRG)           |        |        |

| Zápasník                  | L | ER | CP  | Final |
| ------------------------- | - | -- | --- | ----- |
| Ilie Matei (ROU)          | 0 | -  | 8   | 6     |
| Uwe Sachs (FRG)           | 0 | -  | 6.5 | 3     |
| Jean-François Court (FRA) | 0 | -  | 6.5 | 1     |
| Franz Marx (AUT)          | 2 | 2  | 1.5 |       |
| Kamal Ibrahim (EGY)       | 2 | 2  | 0.5 |       |
| Hiroši Hase (JPN)         | 2 | 2  | 0   |       |

### Finále
|                        | CP               | TP               |                           |                  |
| Zápas o 5. místo       | Zápas o 5. místo | Zápas o 5. místo | Zápas o 5. místo          | Zápas o 5. místo |
| ---------------------- | ---------------- | ---------------- | ------------------------- | ---------------- |
| Georgios Pozidis (GRE) | 1-3 PP           | 2-4              | Jean-François Court (FRA) |                  |
| Zápas o 3. místo       |                  |                  |                           |                  |
| Frank Andersson (SWE)  | 3-0 PO           | 5-0              | Uwe Sachs (FRG)           |                  |
| Finálový zápas         |                  |                  |                           |                  |
| Steve Fraser (USA)     | 3-1 PP           | 1-1              | Ilie Matei (ROU)          |                  |

## Finálové pořadí
1. Steve Fraser (USA)
2. Ilie Matei (ROU)
3. Frank Andersson (SWE)
4. Uwe Sachs (FRG)
5. Jean-François Court (FRA)
6. Georgios Pozidis (GRE)
7. Toni Hannula (FIN)
8. Karolj Kopas (YUG)